# Mu Lyrae
Désignations
Mu Lyrae (μ Lyr, μ Lyrae) est une étoile de la constellation de la Lyre. Elle porte le nom traditionnel Alathfar, de l'arabe الأظفر al-’uz̧fur « les talons (de l'aigle en piqué) », un nom qu'elle partage avec Eta Lyrae (bien que cette dernière soit orthographiée le plus souvent Aladfar). Sa magnitude apparente est de 5,12. D'après la mesure de sa parallaxe annuelle par le satellite Gaia, l'étoile est située à environ ∼ 431 a.l. (∼ 132 pc) de la Terre. Elle se rapproche du Système solaire à une vitesse radiale d'environ −24 km/s.
Mu Lyrae est une étoile sous-géante blanche de type spectral A0IV, qui est arrivée au terme de sa vie sur la séquence principale. Elle est estimée être 3,04 fois plus massive que le Soleil, sa luminosité vaut environ 200 fois celle du Soleil et sa température de surface est de 9 016 K. L'étoile tourne rapidement sur elle-même, à une vitesse de rotation projetée de 165 km/s. Cela lui donne une forme aplatie avec un rayon équatorial qu'on estime être 17 % plus grand que son rayon polaire.